# Philaeus pacificus
Philaeus pacificus là một loài nhện trong họ Salticidae.
Loài này thuộc chi Philaeus. Philaeus pacificus được Richard C. Banks miêu tả năm 1902.